# Desabamento do teto da Igreja Universal
O desabamento do teto da Igreja Universal ocorreu na madrugada do dia 5 de setembro de 1998, em Osasco, no Brasil, matando 25 pessoas e ferindo cerca de 500.

## Antecedentes
O prédio foi construído em 1945 e abrigava um cinema. Desde 1992, estava alugado pela Igreja Universal do Reino de Deus.

## Desabamento
Entre 1 300 e 1 500 pessoas acompanhavam o culto em um templo da Igreja Universal do Reino de Deus em Osasco. Os fiéis faziam uma "vigília espiritual", que deveria durar das 0h às 4h. O pastor Reinaldo dos Santos Suisso, que conduzia o evento, contou que decidiu prosseguir com o culto mesmo após uma placa de vidro se desprender do telhado, cerca de meia hora antes do desabamento. Inicialmente, as vigas deram um primeiro estalo, que não foi ouvido pela maioria dos presentes devido ao ruído. Por volta da 1h45, durante uma oração, a parte central do teto, que correspondia a cerca de um terço dele, desabou sobre a plateia. O teto era suportado por uma estrutura de vigas de madeira.
Os fiéis saíram de forma desordenada pelas duas portas laterais do templo; vários tropeçaram nos escombros e outros foram pisoteados. Os bombeiros chegaram ao local por volta das 1h55. Eles informaram que 16 morreram imediatamente ou logo após o desabamento, e que alguns corpos ficaram mutilados. Alguns sobreviventes se aglomeraram no estacionamento ao lado do templo, mas havia um grupo ainda dentro do templo, isolados no fundo do salão.
Cinco hospitais de Osasco foram mobilizados para atender os feridos, mas pelo menos 15 pessoas foram transferidas ao Hospital das Clínicas de São Paulo, por terem ferimentos muito graves ou por não haver mais recursos para atendê-las. O primeiro número divulgado de mortos foi de 23, logo após o desabamento. Na manhã do dia 6, morreu uma mulher no hospital, e outra morreu horas após receber alta, no dia 10, elevando o número de mortos para 25. Dois números de feridos foram divulgados: 467, segundo a Secretaria da Saúde de Osasco, e 539, segundo a Defesa Civil Estadual.

## Investigação e resultado
No mesmo dia, o líder da Igreja Universal, Edir Macedo fez um pronunciamento na TV Record, chorando, afirmando que a organização daria todo o apoio às famílias e que uma reforma no forro do templo havia sido realizada dois meses antes do desabamento. Entretanto, uma avaliação do Conselho Regional de Engenharia e Arquitetura dois dias mais tarde atestou que o prédio não tinha manutenção adequada e que a reforma poderia ter sobrecarregado a estrutura do telhado.
Prestadores de socorros relataram que algumas portas estavam trancadas com cadeados, o que teria dificultado tanto a saída das pessoas no momento da tragédia quanto o acesso dos socorristas. O pastor e deputado federal Paulo de Velasco negou, dizendo que a Igreja apenas fechava as portas para evitar reclamações de vizinhos sobre o barulho.
O Instituto de Criminalística de São Paulo concluiu em novembro sua investigação, confirmando que houve negligência. As vigas de madeira estavam podres, cheias de cupins e com infiltração de umidade. Disseram ainda que o imóvel "estava fora das normas mínimas de segurança e inadequado para uso". O documento confirmou que duas portas estavam trancadas e outras três estavam bloqueadas por móveis. Além disso, todas eram mais estreitas do que determinava a lei.
O Ministério Público denunciou sete pessoas por homicídio culposo: o bispo Reinaldo dos Santos Suisso, responsável pelo templo; o pastor José Carlos França de Oliveira, seu assistente; e o engenheiro responsável pelos templos da Universal, Luiz Carlos Carneiro da Fonseca, além do proprietário e três engenheiros da Prefeitura de Osasco, responsáveis pela liberação do imóvel.
Em 1999, os réus foram condenados em primiera instância a dois anos e 15 dias de serviços comunitários, e deveriam pagar cinco salários mínimos da época aos feridos no incidente e dez salários mínimos aos parentes dos mortos. Entretanto, os advogados da igreja recorreram ao Tribunal de Justiça, que em 2007 considerou o caso prescrito, e ninguém foi punido.
62 processos cíveis foram abertos no Fórum de Osasco contra a Universal. Vários outros foram abertos em outros fóruns. Algumas pessoas conseguiram receber indenizações.

## Legado
Atualmente, funciona no local um estacionamento. A tragédia é relatada no filme Nada a Perder 2: Não Se Pode Esconder a Verdade. A Univer Vídeo, plataforma de streaming da Universal, também exibiu o documentário Osasco – A Tragédia na Igreja, especificamente sobre o episódio.